# KZ Frommern
Das Konzentrationslager Frommern, kurz KZ Frommern, war ein Nebenlager des KZ Natzweiler-Struthof (als verwaltungsmäßigem Stammlager). Es lag unterhalb des Albtraufs westlich von Frommern, heute ein Stadtteil von Balingen, unmittelbar an der Bahnstrecke Tübingen–Sigmaringen südlich von Balingen. Das Konzentrationslager Frommern gehörte zu einer Reihe von sieben Lagern, die unter dem Decknamen Wüste die Gewinnung von Rohöl aus Bitumen zum Ziel hatte.

## Vorgeschichte
Im Bereich des Posidonienschiefers im Schwarzen Jura war bitumenhaltiges Gestein entdeckt worden, das jedoch als nicht abbauwürdig galt. Aufgrund der sich zuspitzenden Versorgungssituation begann man im Deutschen Reich ab Mitte 1943 intensiv damit, Verfahren auszuarbeiten, in Deutschland vorhandene Rohstoffquellen zu nutzen. Nach der Niederlage von Stalingrad, aber auch der Bombardierung der Hydrierwerke von Leuna im Sommer 1944, wurde diese Suche nach möglichen Rohölquellen forciert. Unter Einsatz von Zwangsarbeitern wurde auch im Konzentrationslager Frommern versucht, innerhalb kürzester Zeit ein betriebsfähiges Werk zu errichten, das Rohöl liefern konnte.
Es existierten unterschiedliche Pläne, in Frommern wurde ein Schwelverfahren eingesetzt, das einen Schweizer Ofen verwendete. Die Versuche verliefen erfolgreich. In anderen Lagern wurden weitere Verfahren getestet.
In unmittelbarer Nachbarschaft des Lagers befanden sich Steinbrüche, in denen von Häftlingen bitumenhaltiges Gestein gebrochen wurde. Nach dem ebenfalls von Zwangsarbeitern verrichteten Zerkleinern, musste es verschwelt werden. Hierbei entwichen Schwelgase. Diese wurden kondensiert und nach einer destillativen Reinigung aufgeschlossen. Die Schwelöle sammelte man anschließend in Becken, wo sie zum Abtransport vorbereitet wurden.
Die Entscheidung, Werke zur Gewinnung von Schwelöl zu errichten, erfolgte im Rahmen des Geilenberg-Programms, das von Edmund Geilenberg im Berliner Reichsministerium für Bewaffnung und Munition entwickelt wurde. Für den Bereich des „Unternehmens Wüste“ war Freiherr von Krüdener zuständig.
Der Aufbau des Werkes in Frommern unterstand der Organisation Todt. Außerdem fiel dies in den Verantwortungsbereich der Deutschen Bergwerks- und Hüttenbau Gesellschaft mbH.
Betrieben wurden die Werke durch die „Deutsche Ölschieferforschungs-Gesellschaft“ (DÖLF) sowie die Deutsche Schieferölgesellschaft mbH.
Die KZ-Zwangsarbeiter wurden von der SS zu einem Preis von vier bis fünf Reichsmark pro Tag zur Verfügung gestellt.

## Geschichte des Lagers
Das Konzentrationslager wurde am 1. März 1944 errichtet und am 13. April 1945 aufgelöst. Unterlagen vom 31. Oktober 1944 belegen, dass 179 KZ-Häftlinge im Konzentrationslager Frommern interniert waren.
Das KZ Frommern bestand zuerst aus drei Baracken, deren Zahl im März 1945 auf fünf erweitert wurde. Diese waren von Stacheldrahtzäunen umgeben. Die Überwachung der Zwangsarbeiter erfolgte durch die SS. Überlebende schildern die Verpflegung im Lager als äußerst mangelhaft.
In der ersten Lagerphase errichteten die Häftlinge ausschließlich die Hoch- und Tiefbauten für das Ölschieferwerk. Nach deren Fertigstellung wurden sie ebenfalls beim Abbau des Schiefers eingesetzt. Durchschnittlich ließ sich aus 35 Tonnen Schiefer eine Tonne Schwelöl gewinnen.
Anders als in vielen anderen Konzentrationslagern soll die Behandlung der Häftlinge relativ gut gewesen sein. Zwischen Januar und März sind acht Todesfälle dokumentiert, wobei drei Zwangsarbeiter an Entkräftung, fünf bei einem Bombenangriff ums Leben kamen.
Nach Aussage von zivilen Beschäftigten des Lagers war die Versorgung der Zwangsarbeiter zwar extrem schlecht, es wäre aber nie zu Hinrichtungen gekommen.
Das Lager wurde ab dem 11. April evakuiert. 55 Häftlinge wurden in zwei Bahntransporten ins KZ Dachau deportiert. Die Auflösung des Lagers erfolgte am 12./13. April 1945, als 64 Häftlinge einen Todesmarsch ins Konzentrationslager Dachau begannen.
2014 wurden zur Erinnerung zwei Gedenkstelen am Schiefersee aufgestellt.

## Film
- Die Wüste war in Frommern. Über die Ölgewinnung aus Schiefer und die Konzentrationslager am Fuße der Schwäbischen Alb. Dokumentarfilm von Hans Georg Zimmermann, 2002, 27 min, VHS